# سیلور لیک (اورگن)
سیلور لیک (به انگلیسی: Silver Lake) یک منطقهٔ مسکونی در ایالات متحده آمریکا است که در شهرستان لیک، اورگن واقع شده‌است. سیلور لیک ۱٬۳۲۴٫۳۷ متر بالاتر از سطح دریا واقع شده‌است.